# Krystyna Michałowska-Gorywoda
Krystyna Irena Michałowska-Gorywoda (ur. 20 października 1942 w Styrzyńcu, zm. 13 grudnia 2022 w Warszawie) – polska ekonomistka i europeistka, wykładowczyni Szkoły Głównej Handlowej w Warszawie.

## Życiorys
Krystyna Michałowska-Gorywoda w 1966 uzyskała tytuł magistry handlu zagranicznego w Szkole Głównej Planowania i Statystyki w Warszawie. Tamże w 1972 uzyskała stopień doktorki ekonomii, a w 1976 doktorki habilitowanej ekonomii. W 1984 otrzymała tytuł profesora. Kilkukrotnie przebywała na stypendiach w Belgii.
W latach 1967–2013 pracowała w Szkole Głównej Planowania i Statystyki (po zmianie nazwy: Szkole Głównej Handlowej). Pełniła tamże funkcje: prodziekanki Wydziału Handlu Zagranicznego (1978–1991), kierowniczki Zakładu Międzynarodowych Operacji Gospodarczych (1991–1994), kierowniczki Katedry Międzynarodowych Organizacji Gospodarczych (1994–2011), kierowniczki Zakładu Prawa Międzynarodowego Publicznego i Międzynarodowych Organizacji Gospodarczych (2011–2013). Wykładała także we Wszechnicy Polskiej Szkole Wyższej w Warszawie, Szkole Wyższej im. Pawła Włodkowica w Płocku, Uczelni Vistula w Warszawie oraz Uczelni Łazarskiego w Warszawie.
Specjalizowała się w zagadnieniach integracji europejskiej, międzynarodowych stosunków gospodarczych, organizacji międzynarodowych, prawa instytucjonalnego Unii Europejskiej, procesów decyzyjnych w Unii Europejskiej oraz stosunków zewnętrznych UE.
Wśród wypromowanych przez nią doktorów znaleźli się: Ewa Latoszek, Magdalena Proczek i Grzegorz Kozłowski.
Córka Albiny i Stanisława. Jej mężem był Manfred Gorywoda.

## Odznaczenia
- Srebrny Krzyż Zasługi[4]
- Krzyż Kawalerski Orderu Odrodzenia Polski[3]

## Wybrane publikacje
- Podejmowanie decyzji w EWG. Teoria i praktyka, 1974.
- Europejska Wspólnota Gospodarcza. Założenia, Rzeczywistość i Perspektywy, 1981.
- Wspólnota Europejska (red.), 1994.
- Unia Europejska (red.), 1997.
- Podejmowanie decyzji w Unii Europejskiej, 2002.